# Поляков, Владимир Фомич
Влади́мир Фоми́ч Поляко́в (14 января 1923 — 29 сентября 1943) — советский офицер, участник Великой Отечественной войны, командир взвода разведки 212-го гвардейского стрелкового полка 75-й гвардейской стрелковой дивизии 30-го стрелкового корпуса 60-й армии Центрального фронта, гвардии лейтенант, Герой Советского Союза (1943, посмертно) .

## Биография

В. Ф. Поляков (1930-е годы)

Владимир Поляков родился 14 января 1923 года в селе Макарово Саратовской губернии в семье крестьянина. Мать — Дарья Романовна, отец — Фома Степанович. До 1932 года семья Поляковых жила в Макарово, затем переехала в Ступино. С 1933 по 1941 год Поляков учился в средней школе № 1 Ступино. По окончании школы в 1941 году Владимир Поляков работал в 19 цехе учеником токаря.
В июне 1941 года был направлен в истребительный батальон № 56. Бои велись под Каширой.
16 октября 1942 года, после окончания Московского пехотного училища имени Верховного Совета РСФСР, В. Ф. Поляков был направлен в действующую армию на Западный фронт, а с 6 апреля 1943 года он участвует в боевых действиях на Центральном фронте в составе 75-й гвардейской стрелковой дивизии.
Командуя взводом пешей разведки 212-го гвардейского стрелкового полка, гвардии лейтенант В. Ф. Поляков в период Черниговского-Припятской операции в 1943 году обеспечивал командование полка важными сведениями о группировках и действиях противника. При наступлении на город Бахмач в ночь на 9 сентября 1943 года взвод разведки под командованием гвардии лейтенанта Полякова первым проник в город и своевременно предупредил о засаде противника. За освобождение города Бахмач 75-я гвардейская стрелковая дивизия была удостоена наименования «Бахмачская», а гвардии лейтенант Поляков был представлен к награждению орденом Красной Звезды .
Гвардии лейтенант Поляков особенно отличился при форсировании реки Днепр севернее Киева, в боях при захвате и удержании плацдарма в районе сел Глебовка и Ясногородка (Вышгородский район Киевской области) на правом берегу Днепра осенью 1943 года. В наградном листе командир 212-го гв. стрелкового полка 75-й гвардейской стрелковой дивизии гвардии полковник Борисов М. С. написал:

В период боев на Киевском направлении гвардии лейтенант Поляков показал образцы мужества, отваги и умелого руководства ввереным ему подразделением.
В ночь на 22.9.43 г. взвод первый форсировал реку Десна и разведал её правый берег.
В ночь на 23.9.43 г. взвод пешей разведки форсировал реку Днепр, проник на пристань Глебовка и добытыми сведениями о группировке противника позволил подразделениям полка успешно форсировать реку Днепр.

За отвагу, мужество, за умелое руководство подразделением и находчивость достоин присвоения звания «Герой Советского Союза».
Гвардии лейтенант Поляков не узнал о присвоении ему звания Героя. 26 сентября 1943 года в бою недалеко от села Глебовка он был тяжело ранен и 29 сентября скончался в госпитале.
Указом Президиума Верховного Совета СССР от 17 октября 1943 года за успешное форсировании реки Днепр севернее Киева, прочное закрепление плацдарма на западном берегу реки Днепр и проявленные при этом мужество и геройство гвардии лейтенанту Полякову Владимиру Фомичу присвоено звание Героя Советского Союза посмертно.
Вместе со своим командиром звания Героя Советского Союза были удостоены пять бойцов разведвзвода: Грушко В. С., Едунов И. Г., Зачеславский В. Н., Попов И. П. (посмертно), Шабалин В. И. (посмертно).
В. Ф. Поляков похоронен в селе Ясногородка (Вышгородский район Киевской области) в братской могиле воинов 75-й гвардейской стрелковой дивизии, погибших при форсировании Днепра (сведения о месте погребения у села Тарасовка Вышгородского района Киевской области, вероятно, относятся к первоначальному месту погребения).

## Награды и звания
- Герой Советского Союза (17 октября 1943, посмертно);
- орден Ленина (1943);
- орден Красной Звезды[3].
- Почётный гражданин города Ступино[5].

## Память

Братская могила в с. Ясногородка

- В городе Ступино именем В. Ф. Полякова назван сквер. 29 июня 1963 года в сквере был открыт бюст Героя, ставший впоследствии центральным ядром общегородского мемориала в память погибших участников Великой Отечественной войны. На постаменте надпись: «Герою Советского Союза Полякову Владимиру Фомичу, отдавшему жизнь за Родину». Архитектор памятника Л. П. Крымов. Бюст выполнил скульптор С. О. Махтин[7] . На доме, где жил Герой, установлена мемориальная доска[12].
- На въезде в село Ясногородка Вышгородского района Киевской области на братской могиле, где похоронен Герой, установлен памятник. В 1968 году делегация из города Ступино установила мемориальную доску. В 2003 году плита была заменена на новую[4] .